# 카라 워커

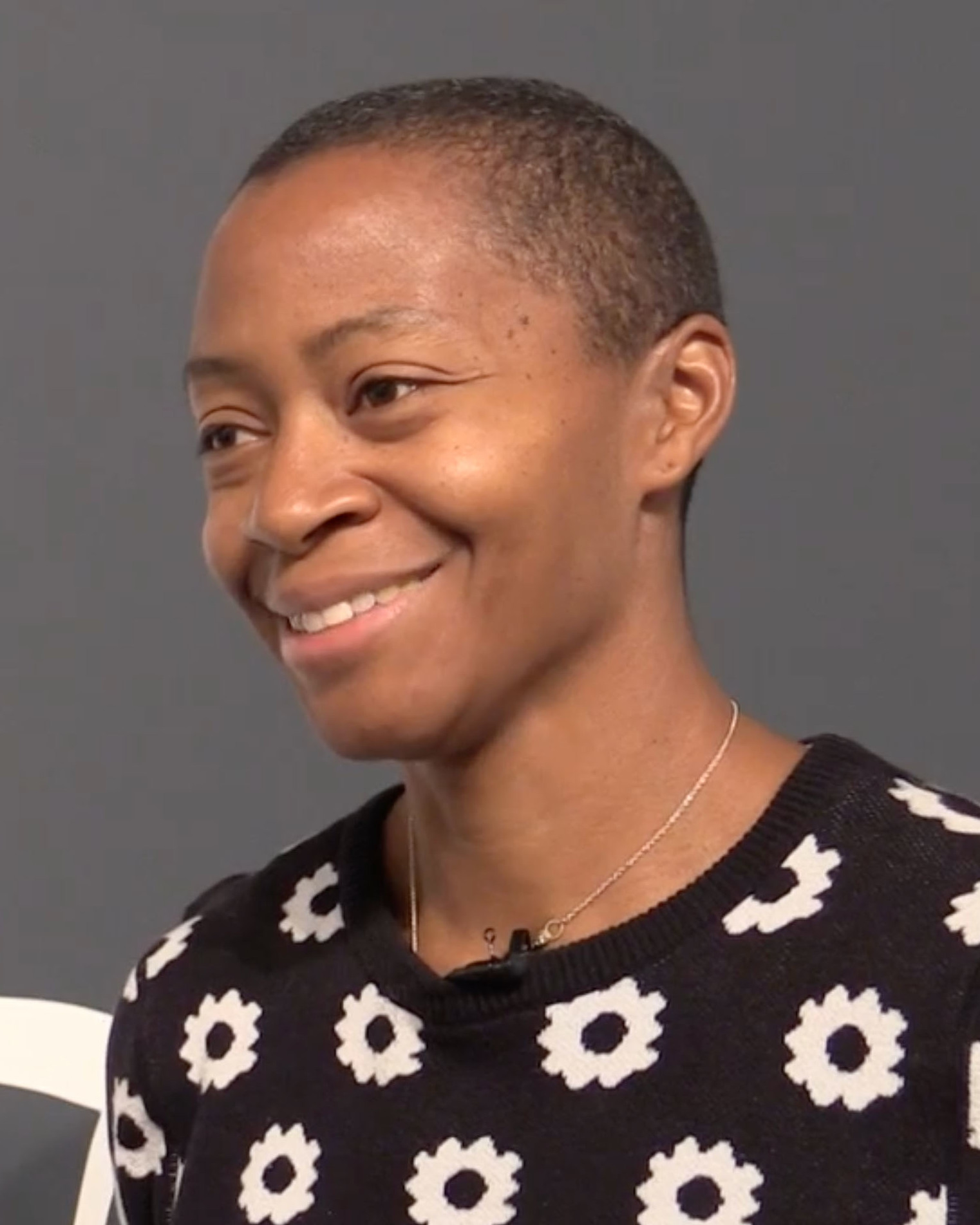
카라 워커, 2013년

카라 엘리자베스 워커(Kara Elizabeth Walker, 1969년 11월 26일 ~ )는 미국의 현대 화가, 실루엣 화가, 판화 제작자, 설치 미술가, 영화 제작자이자 교수로서 인종, 젠더, 섹슈얼리티, 폭력, 정체성을 작품에서 탐구한다. 그녀는 블랙 컷 페이퍼 실루엣의 방 크기 테이블로 가장 잘 알려져 있다. Walker는 1997년 28세의 나이로 MacArthur 펠로우십을 수상하여 역대 최연소 수상자 중 한 명이 되었다. 그녀는 2015년부터 럿거스 대학교의 메이슨 그로스 예술 학교에서 시각 예술 분야의 Tepper Chair였다.
워커는 오늘날 작업하는 가장 저명하고 찬사를 받는 아프리카계 미국인 예술가 중 한 명으로 간주된다.
워커는 1969년 캘리포니아 스톡턴에서 태어났다. 그녀의 아버지 래리 워커는 화가이자 교수였다.
워커는 폭력적이고 불안한 이미지를 통해 미국 노예제와 인종 차별의 역사를 다루는 흰색 벽에 대한 일반적으로 검은 인물 인 컷 페이퍼 실루엣의 파노라마 프리즈로 가장 잘 알려져 있다. 그녀는 구아슈, 수채화, 비디오 애니메이션, 그림자 인형, "매직 랜턴" 프로젝션 뿐만 아니라 " A Subtlety 또는 Marvelous Sugar Baby"라는 Creative Time과의 야심찬 공개 전시회와 같은 대규모 조각 설치 작품을 제작했다. 도미노 제당 공장 철거를 계기로 사탕수수 밭에서 신세계의 부엌에 이르기까지 우리의 달콤한 맛을 세련되게 다듬은 무보수의 과로한 장인들에게 경의를 표한다"(2014). 흑백 실루엣은 역사의 현실과 맞서는 동시에 노예 시대의 고정관념을 현대의 끈질긴 관심사와 연결한다. 미국의 인종차별에 대한 그녀의 탐구는 인종과 성별의 관계와 관련하여 다른 국가와 문화에 적용될 수 있으며 관습을 거부하는 예술의 힘을 상기시킨다.